# Leclercera yandou
Leclercera yandou es una especie de araña araneomorfa del género Leclercera, familia Psilodercidae. Fue descrita científicamente por Chang & Li en 2020.
Habita en Malasia. El holotipo masculino mide 2,50 mm y el paratipo femenino 2,10 mm.